# سوريا فلسطين
سوريا فلسطين (أو فلسطين الرومانية)، كانت مقاطعة رومانية في منطقة فلسطين بين أوائل القرن الثاني وأواخر القرن الرابع الميلادي. وكانت عاصمة المقاطعة قيسارية ماريتيما. أنشأها الإمبراطور هادريان عام 135 م على أثر التمرد الذي قاده «شمعون بار كوخبا» في يهودا في فلسطين.

## نبذة
كانت يهودا مقاطعة رومانية ضمت مناطق يهودا والسامرة وإدوم، وامتدت على أجزاء من الأراضي السابقة لمملكتي الحشمونائيم والهيروديين في يهودا. تم تسميتها على اسم حكم هيرودس أرخيلاوس الرباعي في اليهودية، لكن المقاطعة الرومانية ضمت مساحة أكبر بكثير. اسم "يهودا" مشتق من مملكة يهوذا في القرن السادس قبل الميلاد.
بعد عزل هيرودس أرخيلاوس في عام 6 م، أصبحت يهودا تحت الحكم الروماني المباشر، وخلال هذه الفترة منح الحاكم الروماني سلطة العقوبة بالإعدام. بدأ أيضًا فرض الضرائب على عامة السكان من قبل روما. ومع ذلك، احتفظ الزعماء اليهود بسلطة تقديرية واسعة فيما يتعلق بالشؤون داخل اليهودية. انقسمت المملكة الهيرودية إلى أنظمة رباعية في عام 6 بعد الميلاد، وتم استيعابها تدريجيًا في المقاطعات الرومانية، مع ضم سوريا الرومانية إلى إيتوريا وتراخونيتس. نقلت عاصمة مقاطعة يهودا من القدس إلى قيصرية ماريتيما، والتي، وفقًا للمؤرخ حاييم هليل بن ساسون كانت العاصمة الإدارية للمنطقة بدءًا من عام 6 م.

## تاريخ
خلال القرنين الأول والثاني، أصبحت منطقة يهودا مركزًا لسلسلة من التمردات اليهودية واسعة النطاق الفاشلة ضد روما، والتي عُرفت باسم الحروب اليهودية الرومانية. أدى القمع الروماني لهذه الثورات إلى دمار واسع النطاق، وخسائر فادحة في الأرواح والاستعباد. وأسفرت الحرب اليهودية الرومانية الأولى (66-73) عن تدمير أورشليم والهيكل الثاني. وبعد جيلين، اندلعت ثورة بار كوخبا (132-136). تعرض ريف يهودا للدمار، وقُتل العديد منهم أو شردوا أو بيعوا كعبيد. تضاءل الوجود اليهودي في المنطقة بصورة ملحوظة بعد فشل ثورة بار كوخبا. بعد قمع ثورة بار كوخبا، أعيد بناء القدس كمستعمرة رومانية تحت اسم إيليا كابيتولينا، وتم تغيير اسم مقاطعة يهودا إلى سوريا فلسطين.